# حكاية بنت اسمها مرمر (فلم)
حكاية بنت اسمها مرمر فيلم مصري تم إنتاجه عام 1972، من إخراج هنري بركات وبطولة سهير المرشدي ومحمود ياسين وصلاح منصور وسامية شكري. تدور أحداث الفيلم حول الفتاة مرمر التي تتزوج من محمود تحت ضغوط أهلها رغم حبها لابن عمها أحمد ولكنها لا تشعر بالسعادة مع محمود. يتخرج ابن عمها أحمد ويصبح صحفيا. تسوء العلاقة بين مرمر ومحمود وتكتشف أنه متزوج من أخرى فتطلب منه الطلاق فيرفض، ويثور عليها عندما يكتشف علاقتها بأحمد ويشتبكان فتصيبه مرمر بآلة حادة وينجو من الموت ويطلقها . يعرض عليها أحمد الزواج فتمهله حتى تستقر نفسيا .

## تمثيل
- سهير المرشدي
- محمود ياسين
- صلاح منصور
- سامية شكري
- ملك الجمل
- محمد خيري
- علية عبد المنعم
- محمود رشاد
- سلامة إلياس
- هياتم